# Віктор Брутанс
Віктор Брутанс (словац. Viktor Bruthans; нар. 9 листопада 1979) — колишній словацький тенісист.
Найвищу одиночну позицію світового рейтингу — 238 місце досяг 10 жовтня 2005, парну — 240 місце — 26 липня 2004 року.

## Титули на челленджерах

### Парний розряд: (2)
| Ранг | Рік  | Турнір                | Покриття | Партнер            | Суперники                        | Рахунок        |
| ---- | ---- | --------------------- | -------- | ------------------ | -------------------------------- | -------------- |
| 1.   | 2003 | Самарканд, Узбекистан | Ґрунт    | Сергій Стаховський | Павло Іванов Дарко Маджаровський | 6–2, 6–4       |
| 2.   | 2006 | Кошиці, Словаччина    | Ґрунт    | Павел Шнобел       | Каміл Чапкович Лукаш Лацко       | 7–5, 5–7, 10–4 |